# Lista supernowych
Lista supernowych zawierająca wszystkie obiekty zakwalifikowane jako supernowe. Lista jest uzupełniana w kolejności potwierdzonych supernowych zaobserwowanych w danym roku kalendarzowym. Supernowe otrzymują swoje nazwy według zasady SN (supernowa), rok obserwacji, kolejne litery alfabetu zgodnie z kolejnością na liście. Pierwsze 26 supernowych w danym roku otrzymuje nazwy zapisywane z wielkimi literami (A, B, C do Z), następne supernowe zapisywane są już dwiema małymi literami (aa, ab, ac ... az, ba, bb, bc ... bz itd.)
Na liście znalazły się również obiekty astronomiczne pierwotnie sklasyfikowane jako supernowe, a w których późniejsze dokładne badania wykluczyły przynależność do tej klasy obiektów. Ze względu na swoją wielkość lista została podzielona na mniejsze fragmenty.
| Lista supernowych do roku 1950  |  | Lista supernowych z roku 1998 |  | Lista supernowych z roku 2006 |
| Lista supernowych z lat 1951-60 |  | Lista supernowych z roku 1999 |  | Lista supernowych z roku 2007 |
| Lista supernowych z lat 1961-70 |  | Lista supernowych z roku 2000 |  | Lista supernowych z roku 2008 |
| Lista supernowych z lat 1971-80 |  | Lista supernowych z roku 2001 |  | Lista supernowych z roku 2009 |
| Lista supernowych z lat 1981-90 |  | Lista supernowych z roku 2002 |  | Lista supernowych z roku 2010 |
| Lista supernowych z lat 1991-95 |  | Lista supernowych z roku 2003 |  | Lista supernowych z roku 2011 |
| Lista supernowych z roku 1996   |  | Lista supernowych z roku 2004 |  | Lista supernowych z roku 2012 |
| Lista supernowych z roku 1997   |  | Lista supernowych z roku 2005 |  |                               |